# Cầu diệp sanit
Cầu diệp sanit (danh pháp hai phần: Bulbophyllum sanitii) là một loài phong lan thuộc chi Bulbophyllum. Loài này phân bố ở Thái Lan và Việt Nam.